# Список Героев Советского Союза (Калинин — Кармацкий)
В настоящем списке представлены в алфавитном порядке все Герои Советского Союза, чьи фамилии начинаются с буквы «К» (всего 1760 человек, из которых 22 удостоены звания дважды и один — И. Н. Кожедуб — трижды). Список содержит даты Указов Президиума Верховного Совета СССР о присвоении звания, информацию о роде войск, должности и воинском звании Героев на дату представления к присвоению звания Героя Советского Союза, годах их жизни.
Ударения в фамилиях Героев приведены по книге «Герои Советского Союза: Краткий биографический словарь / Пред. ред. коллегии И. Н. Шкадов. — М.: Воениздат, 1987. — Т. 1 /Абаев — Любичев/. — 911 с. — 100 000 экз. — ISBN отс., Рег. № в РКП 87-95382.».
- Персиковым цветом  в таблице выделены Герои, удостоенные звания дважды и более раз.
- Серым цветом  в таблице выделены Герои, представленные к званию посмертно.

| Навигационная таблица | Навигационная таблица                |
| --------------------- | ------------------------------------ |
| «К»                   | Кабак Николай — Калинин Николай      |
| «К»                   | Калинин Степан — Кармацкий Владимир  |
| «К»                   | Кармацкий Тимофей — Кживонь Анеля    |
| «К»                   | Киба Григорий — Клевцов Сергей       |
| «К»                   | Клейбус Фёдор — Коваленко Сергей     |
| «К»                   | Коваленко Юрий — Колдубов Михаил     |
| «К»                   | Колдунов Александр — Компанеец Фёдор |
| «К»                   | Компаниец Алексей — Копытин Михаил   |
| «К»                   | Копытов Михаил — Корчагин Лев        |
| «К»                   | Корчак Иосиф — Котов Николай         |
| «К»                   | Котов Сергей — Краснов Анатолий      |
| «К»                   | Краснов Виктор — Крюков Василий      |
| «К»                   | Крюков Владимир — Кузнецов Николай   |
| «К»                   | Кузнецов Павел — Кунавин Григорий    |
| «К»                   | Кунгурцев Евгений — Кянжин Пантелей  |

| № п/п | Фамилия Имя Отчество                                                                             | Дата Указа            | Род войск    | Должность | Звание                             | Годы жизни                                 | БС ГС НЛ                        |
| ----- | ------------------------------------------------------------------------------------------------ | --------------------- | ------------ | --- | ---------------------------------- | ------------------------------------------ | ------------------------------- |
| 115   | Кали́нин Степан Никитович                                                                         | 24.03.1945            | пехота       | командир отделения 433-го стрелкового полка 64-й стрелковой дивизии 50-й армии 2-го Белорусского фронта | сержант                            | 25.11.1923 — 08.03.1987                    | [ БС 1 ] [ ГС 1 ] [ НЛ 1 ]      |
| 116   | Кали́нин Тихон Игнатьевич                                                                         | 25.09.1944            | артиллерия   | командир 62-го гвардейского отдельного истребительно-противотанкового дивизиона 55-й гвардейской стрелковой дивизии 28-й армии 1-го Белорусского фронта | гвардии майор                      | 19.08.1916 — 13.07.1944                    | [ БС 1 ] [ ГС 2 ] [ НЛ 2 ]      |
| 117   | Кали́нин Фёдор Алексеевич                                                                         | 17.11.1943            | комиссар     | комсорг 386-го отдельного батальона морской пехоты Новороссийской военно-морской базы Черноморского флота | лейтенант                          | 06.03.1914 — 18.05.1986                    | [ БС 1 ] [ ГС 3 ] [ НЛ 3 ]      |
| 118   | Кали́нич Николай Денисович                                                                        | 15.01.1944            | кавалерия    | помощник командира взвода 60-го гвардейского кавалерийского полка 16-й гвардейской кавалерийской дивизии 7-го гвардейского кавалерийского корпуса 61-й армии Центрального фронта | гвардии старший сержант            | 25.08.1909 — 10.07.1996                    | [ БС 2 ] [ ГС 4 ] [ НЛ 4 ]      |
| 119   | Калиниче́нко Григорий Мартынович укр. Калиниченко Григорій Мартинович                             | 16.10.1943            | пехота       | командир роты 4-го гвардейского стрелкового полка 6-й гвардейской стрелковой дивизии 13-й армии Центрального фронта | гвардии лейтенант                  | 13.03.1903 — 30.09.1943                    | [ БС 3 ] [ ГС 5 ] [ НЛ 5 ]      |
| 120   | Калиниче́нко Григорий Николаевич укр. Калиниченко Григорій Миколайович                            | 24.03.1945            | пехота       | стрелок 4-го стрелкового полка 98-й стрелковой дивизии 67-й армии 3-го Прибалтийского фронта | красноармеец                       | 28.09.1908 — 09.08.1984                    | [ БС 3 ] [ ГС 6 ] [ НЛ 6 ]      |
| 121   | Калиниче́нко Семён Зиновьевич укр. Калиниченко Семен Зиновійович                                  | 18.08.1945            | авиация      | штурман эскадрильи 367-го бомбардировочного авиационного полка 188-й бомбардировочной авиационной дивизии 15-й воздушной армии 2-го Прибалтийского фронта | капитан                            | 30.09.1915 — 08.05.1996                    | [ БС 3 ] [ ГС 7 ] [ НЛ 7 ]      |
| 122   | Кали́нкин Борис Тихонович                                                                         | 20.06.1944            | авиация      | второй пилот самолёта С-47 Авиационной группы особого назначения | капитан                            | 19.04.1913 — 10.06.1945                    | [ БС 3 ] [ ГС 8 ] [ НЛ 8 ]      |
| 123   | Кали́нкин Михаил Герасимович                                                                      | 15.01.1944            | пехота       | командир 175-й отдельной штрафной стрелковой роты 121-й гвардейской стрелковой дивизии 3-й армии Белорусского фронта | капитан                            | 1916 — 22.11.1943                          | [ БС 3 ] [ ГС 9 ] [ НЛ 9 ]      |
| 124   | Калинко́вский Степан Антонович бел. Калінкоўскі Сцяпан Антонавіч                                  | 24.03.1945            | танкист      | механик-водитель танка 219-й танковой бригады 1-го механизированного корпуса 2-й гвардейской танковой армии 1-го Белорусского фронта | старший сержант                    | 01.06.1918 — 02.02.1945                    | [ БС 3 ] [ ГС 10 ] [ НЛ 10 ]    |
| 125   | Кали́шин Василий Фёдорович                                                                        | 17.11.1943            | пехота       | командир взвода автоматчиков разведывательной роты 23-й гвардейской мотострелковой бригады 7-го гвардейского танкового корпуса 3-й гвардейской танковой армии Воронежского фронта | гвардии младший лейтенант          | 20.01.1922 — 23.11.1963                    | [ БС 3 ] [ ГС 11 ] [ НЛ 11 ]    |
| 126   | Калмыко́в Алексей Сергеевич                                                                       | 24.12.1943            | артиллерия   | командир дивизиона 118-го артиллерийского полка 69-й стрелковой дивизии 65-й армии Центрального фронта | капитан                            | 06.06.1921 — 10.03.1985                    | [ БС 4 ] [ ГС 12 ] [ НЛ 12 ]    |
| 127   | Кало́ев Александр Александрович осет. Калоты Алыксандр                                            | 05.05.1991            | кавалерия    | автоматчик 32-го гвардейского казачьего кавалерийского полка 9-й гвардейской казачьей кавалерийской дивизии 4-го гвардейского казачьего кавалерийского корпуса 4-го Украинского фронта | гвардии казак                      | 10.01.1918 — 03.11.1943                    | [ БС 5 ] [ ГС 13 ] [ НЛ 13 ]    |
| 128   | Кало́ев Георгий Александрович осет. Калоты Гиуæрги                                                | 28.04.1945            | пехота       | командир батальона 302-го гвардейского стрелкового полка 100-й гвардейской стрелковой дивизии 9-й гвардейской армии 3-го Украинского фронта | гвардии капитан                    | 07.11.1916 — 22.04.1987                    | [ БС 6 ] [ ГС 14 ] [ НЛ 14 ]    |
| 129   | Калу́гин Александр Михайлович                                                                     | 10.01.1944            | артиллерия   | наводчик орудия 214-го артиллерийского полка 38-й стрелковой дивизии 40-й армии Воронежского фронта | красноармеец                       | 22.08.1912 — 27.08.1986                    | [ БС 6 ] [ ГС 15 ] [ НЛ 15 ]    |
| 130   | Калу́гин Фёдор Захарович                                                                          | 02.09.1943            | авиация      | командир звена 42-го гвардейского истребительного авиационного полка 216-й смешанной авиационной дивизии 4-й воздушной армии Северо-Кавказского фронта | гвардии лейтенант                  | 15.02.1920 — 08.05.1976                    | [ БС 6 ] [ ГС 16 ] [ НЛ 16 ]    |
| 131   | Калу́стов Григорий Шаумович арм. Գալստյան Գրիգոր                                                  | 04.11.1943            | комиссар     | заместитель по политической части командира 11-й гвардейской отдельной танковой бригады 2-й танковой армии Центрального фронта | гвардии подполковник               | 28.12.1908 — 07.08.1943                    | [ БС 6 ] [ ГС 17 ] [ НЛ 17 ]    |
| 132   | Калу́цкий Николай Васильевич                                                                      | 10.04.1945            | артиллерия   | командир батареи 1229-го гаубичного артиллерийского полка 58-й тяжёлой гаубичной артиллерийской бригады 18-й артиллерийской дивизии 3-го артиллерийского корпуса прорыва РГК в составе 65-й армии 2-го Белорусского фронта | капитан                            | 19.02.1919 — 28.04.2002                    | [ БС 7 ] [ ГС 18 ] [ НЛ 18 ]    |
| 133   | Калья́н Леонид Петрович укр. Кальян Леонід Петрович                                               | 21.04.1943            | авиация      | командир эскадрильи 573-го истребительного авиационного полка 101-й истребительной авиационной дивизии Воронежско-Борисоглебского района ПВО | капитан                            | 17.03.1917 — 20.06.1991                    | [ БС 8 ] [ ГС 19 ] [ НЛ 19 ]    |
| 134   | Калю́жный Николай Гаврилович                                                                      | 03.06.1944            | пехота       | командир роты 1318-го стрелкового полка 163-й стрелковой дивизии 38-й армии 1-го Украинского фронта | лейтенант                          | 1913 — 13.11.1943                          | [ БС 8 ] [ ГС 20 ] [ НЛ 20 ]    |
| 135   | Калю́жный Павел Павлович укр. Калюжний Павло Павлович                                             | 29.03.1944            | авиация      | командир эскадрильи 146-го гвардейского истребительного авиационного полка 9-го истребительного авиационного корпуса Западного фронта ПВО | гвардии майор                      | 06.03.1916 — 22.12.2002                    | [ БС 8 ] [ ГС 21 ] [ НЛ 21 ]    |
| 136   | Кама́гин Александр Иванович                                                                       | 27.02.1945            | инженер      | командир отделения взвода инженерной разведки 249-го отдельного сапёрного батальона 134-й стрелковой дивизии 69-й армии 1-го Белорусского фронта | сержант                            | 27.02.1924 — 01.01.1979                    | [ БС 8 ] [ ГС 22 ] [ НЛ 22 ]    |
| 137   | Камалди́нов Фарах Гимдеевич (Камалетдинов Фаррах Гимадеевич) тат. Камалетдинов Фәррах Гыймади улы | 27.08.1943            | пехота       | командир взвода автоматчиков 410-го стрелкового полка 81-й стрелковой дивизии 13-й армии Центрального фронта | младший лейтенант                  | 25.05.1914 — 28.08.1989                    | [ БС 8 ] [ ГС 23 ] [ НЛ 23 ]    |
| 138   | Камале́ев Галимзан Камалеевич тат. Камалиев Галимҗан Камали улы                                   | 22.02.1944            | артиллерия   | командир расчёта миномётной роты 248-го стрелкового полка 31-й стрелковой дивизии 46-й армии Степного фронта | сержант                            | 15.07.1919 — 13.06.1993                    | [ БС 8 ] [ ГС 24 ] [ НЛ 24 ]    |
| 139   | Кама́нин Николай Петрович                                                                         | 20.04.1934            | авиация      | командир отряда 28-й авиационной эскадрильи ВВС Особой Краснознамённой Дальневосточной армии | старший лейтенант                  | 18.10.1909 — 11.03.1982                    | ——                              |
| 140   | Каме́льчик Михаил Степанович бел. Камельчык Міхаіл Сцяпанавіч                                     | 15.05.1946            | авиация      | командир звена 33-го гвардейского штурмового авиационного полка 3-й гвардейской штурмовой авиационной дивизии 16-й воздушной армии 1-го Белорусского фронта | гвардии старший лейтенант          | 08.06.1921 — 27.10.2006                    | [ БС 10 ] [ ГС 26 ] [ НЛ 25 ]   |
| 141   | Ка́менев Константин Кириллович                                                                    | 03.06.1944            | артиллерия   | командир отделения разведки батареи 661-го артиллерийского полка 206-й стрелковой дивизии 47-й армии 1-го Украинского фронта | старший сержант                    | 14.12.1917 — 26.03.1981                    | [ БС 10 ] [ ГС 27 ] [ НЛ 26 ]   |
| 142   | Ка́менев Филимон Иванович                                                                         | 22.07.1944            | артиллерия   | командир миномётного расчёта 801-го стрелкового полка 235-й стрелковой дивизии 92-го стрелкового корпуса 43-й армии 1-го Прибалтийского фронта | старший сержант                    | 15.01.1909 — 16.02.1982                    | [ БС 10 ] [ ГС 28 ] [ НЛ 27 ]   |
| 143   | Ка́менных Иван Иосифович                                                                          | 29.06.1945            | пехота       | командир пулемётного взвода 250-го гвардейского стрелкового полка 83-й гвардейской стрелковой дивизии 11-й гвардейской армии 3-го Белорусского фронта | гвардии лейтенант                  | 13.02.1922 — 06.03.1997                    | [ БС 10 ] [ ГС 29 ] [ НЛ 28 ]   |
| 144   | Ка́менщиков Владимир Григорьевич                                                                  | 09.08.1941            | авиация      | адъютант эскадрильи 126-го истребительного авиационного полка 13-й бомбардировочной авиационной дивизии 21-й армии Западного фронта | лейтенант                          | 18.03.1915 — 22.05.1943                    | [ БС 10 ] [ ГС 30 ] [ НЛ 29 ]   |
| 145   | Камзара́ков Дмитрий Константинович                                                                | 24.03.1945            | пехота       | помощник командира взвода 757-го стрелкового полка 222-й стрелковой дивизии 33-й армии 2-го Белорусского фронта | старший сержант                    | 1918 — 23.08.1944                          | [ БС 10 ] [ ГС 31 ] [ НЛ 30 ]   |
| 146   | Камзи́н Канаш каз. Қамзин Қанаш                                                                   | 13.09.1944            | пехота       | командир роты 429-го стрелкового полка 52-й стрелковой дивизии 57-й армии 3-го Украинского фронта | лейтенант                          | 29.11.1919 — 14.05.1944                    | [ БС 11 ] [ ГС 32 ] [ НЛ 31 ]   |
| 147   | Ками́нский Иван Илларионович бел. Камінскі Іван Іларыёнавіч                                       | 29.06.1945            | авиация      | командир звена 10-го отдельного разведывательного авиационного полка 1-й воздушной армии 3-го Белорусского фронта | старший лейтенант                  | 11.11.1919 — 06.10.1974                    | [ БС 12 ] [ ГС 33 ] [ НЛ 32 ]   |
| 148   | Камо́зин Павел Михайлович                                                                         | 01.05.1943 01.07.1944 | авиация      | заместитель командира и штурман эскадрильи 269-го истребительного авиационного полка 236-й истребительной авиационной дивизии 5-й воздушной армии Северо-Кавказского фронта командир эскадрильи 66-го истребительного авиационного полка 329-й истребительной авиационной дивизии 4-й воздушной армии 2-го Белорусского фронта | младший лейтенант капитан          | 16.07.1917 — 24.11.1983                    | [ БС 12 ] [ ГС 34 ] [ НЛ 33 ]   |
| 149   | Камо́ликов Дмитрий Тимофеевич                                                                     | 24.03.1945            | десантники   | командир отделения 3-го гвардейского воздушно-десантного полка 1-й гвардейской воздушно-десантной дивизии 57-го стрелкового корпуса 53-й армии 2-го Украинского фронта | гвардии сержант                    | 1923 — 16.04.1977                          | [ БС 12 ] [ ГС 35 ] [ НЛ 34 ]   |
| 150   | Камы́нин Кирилл Леонтьевич                                                                        | 15.01.1944            | пехота       | командир отделения 29-го гвардейского стрелкового полка 12-й гвардейской стрелковой дивизии 61-й армии Центрального фронта | гвардии сержант                    | 26.02.1904 — 16.01.1944                    | [ БС 12 ] [ ГС 36 ] [ НЛ 35 ]   |
| 151   | Ка́мышев Владимир Николаевич                                                                      | 15.01.1944            | пехота       | стрелок 1323-го стрелкового полка 415-й стрелковой дивизии 61-й армии Центрального фронта | красноармеец                       | 15.04.1925 — 01.03.1945 (пропал без вести) | [ БС 12 ] [ ГС 37 ] [ НЛ 36 ]   |
| 152   | Ка́мышев Иван Павлович укр. Камишев Іван Павлович                                                 | 10.04.1945            | пехота       | пулемётчик 172-го стрелкового полка 13-й стрелковой дивизии 59-й армии 1-го Украинского фронта | красноармеец                       | 07.07.1925 — 26.01.1945                    | [ БС 12 ] [ ГС 38 ] [ НЛ 37 ]   |
| 153   | Кана́ев Алексей Фёдорович                                                                         | 15.05.1946            | авиация      | помощник по воздушно-стрелковой службе командира 451-го штурмового авиационного полка 264-й штурмовой авиационной дивизии 5-го штурмового авиационного корпуса 5-й воздушной армии 2-го Украинского фронта | старший лейтенант                  | 25.12.1921 — 24.04.1997                    | [ БС 13 ] [ ГС 39 ] [ НЛ 38 ]   |
| 154   | Канана́дзе Александр Георгиевич груз. კანანაძე ალექსანდრე                                         | 16.05.1944            | морской флот | командир звена торпедных катеров 3-го дивизиона 1-й бригады торпедных катеров Черноморского флота | старший лейтенант                  | 05.11.1916 — 25.10.1999                    | [ БС 14 ] [ ГС 40 ] [ НЛ 39 ]   |
| 155   | Канарёв Виктор Павлович                                                                          | 16.05.1944            | авиация      | командир 5-го гвардейского минно-торпедного авиационного полка 1-й минно-торпедной авиационной дивизии ВВС Черноморского флота | гвардии подполковник               | 23.03.1907 — 05.06.1965                    | [ БС 14 ] [ ГС 41 ] [ НЛ 40 ]   |
| 156   | Канаре́ев Владимир Григорьевич                                                                    | 07.03.1945            | морской флот | командир отделения 66-го отдельного отряда дымомаскировки и дегазации Днепровской военной флотилии | старшина второй статьи             | 25.06.1915 — 26.11.1973                    | [ БС 14 ] [ ГС 42 ] [ НЛ 41 ]   |
| 157   | Кана́рчик Александр Иванович укр. Канарчик Олександр Іванович                                     | 21.07.1944            | инженер      | командир 92-го отдельного моторизованного понтонно-мостового батальона 2-го Белорусского фронта | майор                              | 14.08.1904 — 24.08.1944                    | [ БС 14 ] [ ГС 43 ] [ НЛ 42 ]   |
| 158   | Кандау́ров Пётр Степанович                                                                        | 22.02.1944            | артиллерия   | командир 670-го зенитного артиллерийского полка 5-й зенитной артиллерийской дивизии РГК 7-й гвардейской армии Степного фронта | майор                              | 15.05.1913 — 23.08.1943                    | [ БС 14 ] [ ГС 44 ] [ НЛ 43 ]   |
| 159   | Канды́бин Борис Григорьевич укр. Кандибин Борис Григорович                                        | 19.08.1944            | авиация      | командир звена 237-го штурмового авиационного полка 305-й штурмовой авиационной дивизии 9-го смешанного авиационного корпуса 17-й воздушной армии 3-го Украинского фронта | старший лейтенант                  | 05.08.1920 — 28.09.1993                    | [ БС 14 ] [ ГС 45 ] [ НЛ 44 ]   |
| 160   | Кане́вский Александр Денисович укр. Каневський Олександр Денисович                                | 03.06.1944            | танкист      | командир взвода БТР разведывательной роты 6-й гвардейской механизированной бригады 2-го гвардейского механизированного корпуса 28-й армии 3-го Украинского фронта | гвардии младший лейтенант          | 27.08.1923 — 19.03.2005                    | [ БС 14 ] [ ГС 46 ] [ НЛ 45 ]   |
| 161   | Ка́нищев Дмитрий Иванович (Конищев Дмитрий Иванович)                                              | 10.04.1945            | пехота       | командир отделения 1176-го стрелкового полка 350-й стрелковой дивизии 13-й армии 1-го Украинского фронта | старший сержант                    | 16.10.1926 — 28.01.1945                    | [ БС 15 ] [ ГС 47 ] [ НЛ 46 ]   |
| 162   | Канка́ва Владимир Александрович груз. კანკავა ვლადიმირ                                            | 13.12.1942            | комиссар     | военком 673-го отдельного сапёрного батальона 392-й стрелковой дивизии 37-й армии Закавказского фронта | политрук                           | 08.01.1916 — 09.09.1942                    | [ БС 15 ] [ ГС 48 ] [ НЛ 47 ]   |
| 163   | Канко́шев Ахмет-Хан Талович кабард.-черк. Къанкъуэш Тӏал и къуэ Ахьмэтхъан                        | 02.09.1943            | авиация      | командир звена 42-го гвардейского истребительного авиационного полка 9-й гвардейской истребительной авиационной дивизии 4-й воздушной армии Северо-Кавказского фронта | гвардии лейтенант                  | 28.08.1914 — 28.12.1943                    | [ БС 15 ] [ ГС 49 ] [ НЛ 48 ]   |
| 164   | Ка́нский Всеволод Елисеевич укр. Канський Всеволод Єлисейович                                     | 31.05.1945            | пехота       | командир роты 1006-го стрелкового полка 266-й стрелковой дивизии 5-й ударной армии 1-го Белорусского фронта | старший лейтенант                  | 06.06.1911 — 20.11.1993                    | [ БС 15 ] [ ГС 50 ] [ НЛ 49 ]   |
| 165   | Канта́рия Мелитон Варламович груз. ქანთარია მელიტონ                                               | 08.05.1946            | пехота       | разведчик 756-го стрелкового полка 150-й стрелковой дивизии 3-й ударной армии 1-го Белорусского фронта | младший сержант                    | 05.10.1920 — 26.12.1993                    | [ БС 15 ] [ ГС 51 ] [ НЛ 50 ]   |
| 166   | Кану́нников Василий Петрович                                                                      | 15.05.1946            | артиллерия   | заряжающий орудия 1955-го истребительно-противотанкового артиллерийского полка 40-й истребительно-противотанковой артиллерийской бригады РГК в составе 3-й ударной армии 1-го Белорусского фронта | сержант                            | 13.04.1916 — 29.04.1945                    | [ БС 15 ] [ ГС 52 ] [ НЛ 51 ]   |
| 167   | Ка́нцев Георгий Фёдорович                                                                         | 24.03.1945            | пехота       | помощник командира взвода 1199-го стрелкового полка 354-й стрелковой дивизии 65-й армии 1-го Белорусского фронта | старшина                           | 07.04.1907 — 14.07.1978                    | [ БС 15 ] [ ГС 53 ] [ НЛ 52 ]   |
| 168   | Капито́нов Василий Ефимович                                                                       | 27.03.1942            | авиация      | воздушный стрелок-радист 33-го бомбардировочного авиационного полка 19-й бомбардировочной авиационной дивизии Юго-Западного фронта | старший сержант                    | 25.04.1917 — 14.10.1993                    | [ БС 16 ] [ ГС 54 ] [ НЛ 53 ]   |
| 169   | Капла́н Лазарь Моисеевич ивр. קפלן לזר מויסייביץ‎                                                  | 24.03.1945            | артиллерия   | заместитель командира 951-го артиллерийского полка 391-й стрелковой дивизии 3-й ударной армии 2-го Прибалтийского фронта | майор                              | 18.08.1917 — 10.06.1994                    | [ БС 17 ] [ ГС 55 ] [ НЛ 54 ]   |
| 170   | Каплуно́в Аркадий Львович                                                                         | 17.11.1943            | танкист      | начальник политотдела – заместитель по политической части командира 54-й гвардейской танковой бригады 7-го гвардейского танкового корпуса 3-й гвардейской танковой армии Воронежского фронта | гвардии полковник                  | 21.01.1912 — 22.10.1943                    | [ БС 17 ] [ ГС 56 ] [ НЛ 55 ]   |
| 171   | Каплуно́в Илья Макарович                                                                          | 26.10.1943            | пехота       | наводчик противотанкового ружья 4-го стрелкового полка 98-й стрелковой дивизии 2-й гвардейской армии Сталинградского фронта | красноармеец                       | 08.07.1918 — 20.12.1942                    | [ БС 17 ] [ ГС 57 ] [ НЛ 56 ]   |
| 172   | Капра́лов Пётр Андреевич                                                                          | 13.09.1944            | пехота       | командир 859-го стрелкового полка 294-й стрелковой дивизии 52-й армии 2-го Украинского фронта | подполковник                       | 04.09.1910 — 15.07.1984                    | [ БС 17 ] [ ГС 58 ] [ НЛ 57 ]   |
| 173   | Капри́н Дмитрий Васильевич                                                                        | 19.04.1945            | авиация      | командир эскадрильи 74-го гвардейского штурмового авиационного полка 1-й гвардейской штурмовой авиационной дивизии 1-й воздушной армии 3-го Белорусского фронта | гвардии капитан                    | 04.10.1921 — 17.11.2015                    | [ БС 17 ] [ ГС 59 ] [ НЛ 58 ]   |
| 174   | Капрэля́н Рафаил Иванович арм. Կապրիէլյան Ռաֆայել                                                 | 15.05.1975            | авиация      | старший лётчик-испытатель ОКБ М. Л. Миля | —                                  | 05.05.1909 — 12.07.1984                    | ——                              |
| 175   | Капу́стин Владимир Дмитриевич                                                                     | 05.02.1940            | комиссар     | политрук роты 95-го стрелкового полка 104-й горнострелковой дивизии 14-й армии | политрук                           | 1903 — 03.12.1939                          | [ БС 18 ] [ ГС 61 ] [ НЛ 59 ]   |
| 176   | Капу́стин Михаил Денисович бел. Капусцін Міхаіл Дзянісавіч                                        | 24.03.1945            | комиссар     | парторг батальона 137-го гвардейского стрелкового полка 47-й гвардейской стрелковой дивизии 8-й гвардейской армии 3-го Украинского фронта | гвардии младший лейтенант          | 18.11.1907 — 08.02.1968                    | [ БС 18 ] [ ГС 62 ] [ НЛ 60 ]   |
| 177   | Капу́стин Пётр Иннокентьевич                                                                      | 27.02.1945            | пехота       | командир батальона 820-го стрелкового полка 117-й стрелковой дивизии 69-й армии 1-го Белорусского фронта | майор                              | 04.09.1914 — 20.03.1976                    | [ БС 18 ] [ ГС 63 ] [ НЛ 61 ]   |
| 178   | Капу́стников Николай Ильич                                                                        | 29.06.1945            | авиация      | командир эскадрильи 637-го штурмового авиационного полка 227-й штурмовой авиационной дивизии 8-го штурмового авиационного корпуса 8-й воздушной армии 4-го Украинского фронта | лейтенант                          | 21.06.1922 — 02.04.1945                    | [ БС 18 ] [ ГС 64 ] [ НЛ 62 ]   |
| 179   | Капшу́к Виктор Дмитриевич укр. Капшук Віктор Дмитрович                                            | 06.11.1985            | пограничник  | командир отделения боевой группы десантно-штурмовой манёвренной группы 47-го Керкинского пограничного отряда Среднеазиатского пограничного округа | старший сержант                    | род. 15.07.1965                            | ——                              |
| 180   | Караба́ев Ельбай                                                                                  | 03.06.1944            | пехота       | командир отделения роты автоматчиков 722-го стрелкового полка 206-й стрелковой дивизии 47-й армии Воронежского фронта | ефрейтор                           | 15.05.1917 — 23.08.1989                    | [ БС 18 ] [ ГС 66 ] [ НЛ 63 ]   |
| 181   | Караба́ев Негмат (Карабаев Намат) тадж. Қаробоев Неъмат                                           | 21.03.1940            | пехота       | стрелок 300-го стрелкового полка 7-й стрелковой дивизии 7-й армии Северо-Западного фронта | красноармеец                       | 1916 — январь 1943 (пропал без вести)      | ——                              |
| 182   | Караба́н Дмитрий Антонович укр. Карабан Дмитро Антонович                                          | 27.02.1945            | танкист      | командир танкового батальона 47-й гвардейской танковой бригады 9-го гвардейского танкового корпуса 2-й гвардейской танковой армии 1-го Белорусского фронта | гвардии капитан                    | 28.10.1912 — 17.01.1945                    | [ БС 20 ] [ ГС 68 ] [ НЛ 64 ]   |
| 183   | Караба́нов Алексей Алексеевич                                                                     | 27.02.1945            | танкист      | командир танкового батальона 44-й гвардейской танковой бригады 11-го гвардейского танкового корпуса 1-й гвардейской танковой армии 1-го Белорусского фронта | гвардии майор                      | 29.03.1919 — 30.01.1945                    | [ БС 20 ] [ ГС 69 ] [ НЛ 65 ]   |
| 184   | Карабу́лин Николай Михайлович                                                                     | 12.04.1942            | авиация      | командир звена 215-го штурмового авиационного полка 47-й смешанной авиационной дивизии Западного фронта | лейтенант                          | 17.11.1918 — 05.07.1943                    | [ БС 20 ] [ ГС 70 ] [ НЛ 66 ]   |
| 185   | Карабу́т Иван Лаврентьевич укр. Карабут Іван Лаврентійович                                        | 04.02.1944            | авиация      | командир эскадрильи 7-го гвардейского штурмового авиаполка 230-й штурмовой авиационной дивизии 4-й воздушной армии Северо-Кавказского фронта | гвардии капитан                    | 11.06.1914 — 03.09.1944                    | [ БС 20 ] [ ГС 71 ] [ НЛ 67 ]   |
| 186   | Карава́й Павел Петрович                                                                           | 18.08.1945            | авиация      | командир эскадрильи 897-го истребительного авиационного полка 288-й истребительной авиационной дивизии 17-й воздушной армии 3-го Украинского фронта | капитан                            | 12.07.1921 — 05.02.2004                    | [ БС 20 ] [ ГС 72 ] [ НЛ 68 ]   |
| 187   | Кара́ев Александр Акимович осет. Хъараты Алыксандр                                                | 23.02.1945            | авиация      | заместитель командира авиаэскадрильи 176-го гвардейского истребительного авиационного полка 16-й воздушной армии 1-го Белорусского фронта | гвардии старший лейтенант          | 15.03.1915 — 01.01.1984                    | [ БС 20 ] [ ГС 73 ] [ НЛ 69 ]   |
| 188   | Караку́лов Джуман каз. Қарақұлов Жұман                                                            | 24.03.1945            | пехота       | автоматчик 327-го гвардейского горнострелкового полка 128-й гвардейской горнострелковой дивизии 1-й гвардейской армии 4-го Украинского фронта | гвардии красноармеец               | 11.06.1921 — 18.10.1944                    | [ БС 20 ] [ ГС 74 ] [ НЛ 70 ]   |
| 189   | Кара́мушко Пётр Григорьевич укр. Карамушко Петро Григорович                                       | 17.10.1943            | пехота       | помощник командира взвода 196-й отдельной разведывательной роты 112-й стрелковой дивизии 24-го стрелкового корпуса 60-й армии Центрального фронта | старший сержант                    | 25.05.1916 — 24.11.2002                    | [ БС 21 ] [ ГС 75 ] [ НЛ 71 ]   |
| 190   | Карандако́в Виктор Владимирович                                                                   | 20.11.1941            | инженер      | помощник командира взвода 184-го отдельного сапёрного батальона 7-й армии Северного фронта | красноармеец                       | 29.11.1914 — 16.02.1981                    | [ БС 22 ] [ ГС 76 ] [ НЛ 72 ]   |
| 191   | Карапетя́н Асканаз Георгиевич арм. Կարպետյան Ասքանազ                                              | 01.11.1943            | пехота       | заместитель по строевой части командира 315-й стрелковой дивизии 51-й армии 4-го Украинского фронта | полковник                          | 20.12.1899 — 01.11.1978                    | [ БС 22 ] [ ГС 77 ] [ НЛ 73 ]   |
| 192   | Карапетя́н Гурген Рубенович арм. Կարապետյան Գուրգեն                                               | 24.01.1991            | авиация      | лётчик-испытатель ОКБ имени М. Л. Миля | —                                  | 09.12.1936 — 07.12.2021                    | ——                              |
| 193   | Карасёв Александр Никитович                                                                      | 24.08.1943            | авиация      | командир звена 9-го гвардейского истребительного авиационного полка 6-й гвардейской истребительной авиационной дивизии 8-й воздушной армии Южного фронта | гвардии старший лейтенант          | 30.08.1916 — 14.03.1991                    | [ БС 22 ] [ ГС 79 ] [ НЛ 74 ]   |
| 194   | Карасёв Алексей Маркович                                                                         | 24.03.1945            | пехота       | командир пулемётного расчёта 412-го стрелкового полка 1-й стрелковой дивизии 70-й армии 1-го Белорусского фронта | старший сержант                    | 20.12.1920 — 09.01.1964                    | [ БС 22 ] [ ГС 80 ] [ НЛ 75 ]   |
| 195   | Карасёв Антон Андреевич                                                                          | 14.06.1942            | авиация      | заместитель командира эскадрильи 57-го штурмового авиационного полка 8-й бомбардировочной авиационной бригады ВВС Балтийского флота | капитан                            | 25.02.1909 — 25.05.1980                    | [ БС 22 ] [ ГС 81 ] [ НЛ 76 ]   |
| 196   | Карасёв Виктор Александрович                                                                     | 05.11.1944            | нквд         | командир отряда специального назначения «Олимп» | майор государственной безопасности | 26.03.1918 — 31.01.1991                    | ——                              |
| 197   | Карасёв Иван Романович бел. Карасёў Іван Раманавіч                                               | 29.10.1943            | связисты     | командир отделения связи 1318-го стрелкового полка 163-й стрелковой дивизии 38-й армии Воронежского фронта | младший сержант                    | 02.05.1922 — 07.11.1955                    | [ БС 23 ] [ ГС 83 ] [ НЛ 77 ]   |
| 198   | Карасёв Михаил Дмитриевич                                                                        | 19.03.1944            | танкист      | командир танка 32-й гвардейской отдельной танковой бригады Южного фронта | гвардии лейтенант                  | 12.11.1923 — 26.03.2006                    | [ БС 24 ] [ ГС 84 ] [ НЛ 78 ]   |
| 199   | Карасёв Сергей Тимофеевич                                                                        | 20.12.1943            | пехота       | командир пулемётного взвода 223-го стрелкового полка 53-й стрелковой дивизии 7-й гвардейской армии Степного фронта | лейтенант                          | 15.07.1907 — 02.05.1944                    | [ БС 24 ] [ ГС 85 ] [ НЛ 79 ]   |
| 200   | Кара́сь Савва Леонтьевич укр. Карась Сава Леонтійович                                             | 24.03.1945            | пехота       | заместитель по строевой части командира 1369-го стрелкового полка 417-й стрелковой дивизии 51-й армии 4-го Украинского фронта | майор                              | 27.02.1905 — 26.03.1963                    | [ БС 24 ] [ ГС 86 ] [ НЛ 80 ]   |
| 201   | Карата́ев Афанасий Тимофеевич                                                                     | 24.03.1945            | пехота       | помощник командира взвода 180-го гвардейского стрелкового полка 60-й гвардейской стрелковой дивизии 5-й ударной армии 1-го Белорусского фронта | гвардии старший сержант            | 1924 — 16.01.1945                          | [ БС 24 ] [ ГС 87 ] [ НЛ 81 ]   |
| 202   | Карата́ев Илья Васильевич                                                                         | 24.03.1945            | артиллерия   | командир огневого взвода 214-го гвардейского гаубичного артиллерийского полка 8-й гвардейской гаубичной артиллерийской бригады 3-й гвардейской артиллерийской дивизии 5-го артиллерийского корпуса прорыва РГК в составе 5-й армии 3-го Белорусского фронта                                                                    | гвардии лейтенант                  | 05.08.1922 — 17.10.1944                    | [ БС 24 ] [ ГС 88 ] [ НЛ 82 ]   |
| 203   | Карау́лов Василий Иванович                                                                        | 22.02.1944            | пехота       | командир роты 936-го стрелкового полка 254-й стрелковой дивизии Воронежского фронта | старший лейтенант                  | 03.03.1915 — 25.11.1955                    | [ БС 24 ] [ ГС 89 ] [ НЛ 83 ]   |
| 204   | Караханя́н Джаган Саркисович (Караханян Джан Саркисович) арм. Կարախանյան Ջահան                    | 16.05.1944            | инженер      | командир отделения 280-го отдельного сапёрного батальона 89-й стрелковой дивизии 18-й армии Северо-Кавказского фронта | красноармеец                       | 02.05.1918 — 22.12.1943                    | [ БС 24 ] [ ГС 90 ] [ НЛ 84 ]   |
| 205   | Карацу́па Никита Фёдорович                                                                        | 21.06.1965            | пограничник  | ветеран Пограничных войск КГБ СССР | полковник запаса                   | 16.04.1910 — 18.11.1994                    | ——                              |
| 206   | Карача́ров Иван Николаевич                                                                        | 30.10.1943            | пехота       | стрелок 685-го стрелкового полка 193-й стрелковой дивизии 65-й армии Центрального фронта | красноармеец                       | 29.08.1903 — 15.10.1943                    | [ БС 26 ] [ ГС 92 ] [ НЛ 85 ]   |
| 207   | Кара́чев Михаил Васильевич                                                                        | 24.03.1945            | артиллерия   | старший разведчик-наблюдатель 212-го отдельного гвардейского миномётного дивизиона 22-го гвардейского миномётного полка Оперативной группы гвардейских миномётных частей 1-го Прибалтийского фронта | гвардии ефрейтор                   | 29.09.1907 — 31.03.1958                    | [ БС 26 ] [ ГС 93 ] [ НЛ 86 ]   |
| 208   | Кара́чев Пётр Андрианович                                                                         | 17.10.1943            | артиллерия   | командир миномётного расчёта 1035-го стрелкового полка 280-й стрелковой дивизии 60-й армии Центрального фронта | сержант                            | 08.02.1922 — 19.12.1943                    | [ БС 26 ] [ ГС 94 ] [ НЛ 87 ]   |
| 209   | Карачко́в Константин Алексеевич                                                                   | 24.03.1945            | артиллерия   | старшина батареи 76-миллиметровых пушек 6-го гвардейского воздушно-десантного полка 1-й гвардейской воздушно-десантной дивизии 53-й армии 2-го Украинского фронта | гвардии старшина                   | 10.10.1918 — 02.06.1997                    | [ БС 26 ] [ ГС 95 ] [ НЛ 88 ]   |
| 210   | Карачу́н Владимир Григорьевич бел. Карачун Уладзімір Рыгоравіч                                    | 15.05.1946            | авиация      | командир эскадрильи 947-го штурмового авиационного полка 289-й штурмовой авиационной дивизии 15-й воздушной армии Ленинградского фронта | капитан                            | 14.03.1914 — 25.06.1998                    | [ БС 26 ] [ ГС 96 ] [ НЛ 89 ]   |
| 211   | Ка́рбышев Дмитрий Михайлович                                                                      | 16.08.1946            | инженер      | профессор Военной академии Генерального штаба РККА | генерал-лейтенант инженерных войск | 26.10.1880 — 18.02.1945                    | [ БС 26 ] [ ГС 97 ] [ НЛ 90 ]   |
| 212   | Карда́нов Кобард Локманович кабард.-черк. Къардэн Къэбард Лэкъумэн                                | 05.05.1990            | танкист      | командир танкового взвода 1-й гвардейской танковой бригады 8-го гвардейского механизированного корпуса 1-й гвардейской танковой армии 1-го Украинского фронта | гвардии лейтенант                  | 31.12.1920 — 23.03.1944                    | [ БС 5 ] [ ГС 98 ] [ НЛ 91 ]    |
| 213   | Карда́нов Кубати Локманович кабард.-черк. Къардэн Къубатий Лэкъумэн                               | 24.08.1943            | авиация      | заместитель командира и штурман эскадрильи 88-го истребительного авиационного полка 229-й истребительной авиационной дивизии 4-й воздушной армии Северо-Кавказского фронта | капитан                            | 09.07.1917 — 13.05.2011                    | [ БС 27 ] [ ГС 99 ] [ НЛ 92 ]   |
| 214   | Карда́нов Мурат Асхадович кабард.-черк. Къардэн Мурат Iэсхьэд                                     | 21.07.1944            | пехота       | командир взвода 301-го гвардейского стрелкового полка 100-й гвардейской стрелковой дивизии 37-го гвардейского стрелкового корпуса 7-й армии Карельского фронта | гвардии старший сержант            | 31.12.1916 — 31.01.1987                    | [ БС 28 ] [ ГС 100 ] [ НЛ 93 ]  |
| 215   | Кардаше́нко Юрий Борисович                                                                        | 27.02.1945            | кавалерия    | помощник командира пулемётного взвода 54-го гвардейского кавалерийского полка 14-й гвардейской кавалерийской дивизии 7-го гвардейского кавалерийского корпуса 1-го Белорусского фронта | гвардии старший сержант            | 08.08.1923 — 28.04.1989                    | [ БС 28 ] [ ГС 101 ] [ НЛ 94 ]  |
| 216   | Карда́шин Алексей Владимирович                                                                    | 31.05.1945            | танкист      | командир танковой роты 48-й гвардейской танковой бригады 12-го гвардейского танкового корпуса 2-й гвардейской танковой армии 1-го Белорусского фронта | гвардии старший лейтенант          | 21.02.1921 — 11.03.1984                    | [ БС 28 ] [ ГС 102 ] [ НЛ 95 ]  |
| 217   | Каре́лин Анатолий Михайлович                                                                      | 14.07.1953            | авиация      | заместитель командира по лётной подготовке и лётчик-инспектор по технике пилотирования 351-го отдельного ночного истребительного авиационного полка 64-го истребительного авиационного корпуса | майор                              | 16.07.1922 — 03.01.1974                    | ——                              |
| 218   | Каре́лин Иван Вячеславович                                                                        | 13.04.1983            | авиация      | лётчик-испытатель Горьковского авиационного завода | —                                  | 19.06.1924 — 14.05.2001                    | ——                              |
| 219   | Каре́лин Константин Максимович                                                                    | 24.12.1943            | артиллерия   | командир 276-го гвардейского лёгкого артиллерийского полка 23-й гвардейской лёгкой артиллерийской бригады 5-й артиллерийской дивизии 4-го артиллерийского корпуса прорыва РГК в составе 61-й армии Белорусского фронта | гвардии полковник                  | 01.05.1907 — 13.01.1994                    | [ БС 29 ] [ ГС 105 ] [ НЛ 96 ]  |
| 220   | Каре́лин Пётр Григорьевич                                                                         | 16.05.1944            | пехота       | командир роты 9-го гвардейского стрелкового полка 3-й гвардейской стрелковой дивизии 2-й гвардейской армии 4-го Украинского фронта | гвардии лейтенант                  | 29.03.1922 — 08.04.1944                    | [ БС 30 ] [ ГС 106 ] [ НЛ 97 ]  |
| 221   | Каре́лин Пётр Петрович                                                                            | 16.11.1943            | артиллерия   | разведчик-наблюдатель 156-го гвардейского артиллерийского полка 77-й гвардейской стрелковой дивизии 61-й армии Центрального фронта | гвардии красноармеец               | 15.03.1923 — 25.08.1990                    | [ БС 30 ] [ ГС 107 ] [ НЛ 98 ]  |
| 222   | Кари́жский Григорий Иванович                                                                      | 05.05.1945            | генерал      | командир 18-й гвардейской стрелковой дивизии 11-й гвардейской армии 3-го Белорусского фронта | гвардии генерал-майор              | 21.11.1895 — 05.02.1971                    | [ БС 30 ] [ ГС 108 ] [ НЛ 99 ]  |
| 223   | Кари́мов Гулям узб. Karimov Gʻulom                                                                | 24.03.1945            | пехота       | командир пулемётного взвода 132-го гвардейского стрелкового полка 42-й гвардейской стрелковой дивизии 40-й армии 2-го Украинского фронта | гвардии лейтенант                  | 10.11.1918 — 2014                          | [ БС 30 ] [ ГС 109 ] [ НЛ 100 ] |
| 224   | Карицкий Константин Дионисьевич укр. Карицький Костянтин Діонісійович                            | 02.04.1944            | партизан     | активный участник партизанской борьбы в Ленинградской области, командир 5-й Ленинградской партизанской бригады | —                                  | 26.09.1913 — 16.10.2002                    | [ БС 30 ] [ ГС 110 ] [ НЛ 101 ] |
| 225   | Кари́цкий Сергей Демьянович бел. Карыцкі Сяргей Дзям'янавіч                                       | 10.04.1945            | кавалерия    | командир сабельного эскадрона 4-го гвардейского кавалерийского полка 2-й гвардейской кавалерийской дивизии 1-го гвардейского кавалерийского корпуса 38-й армии 1-го Украинского фронта | гвардии старший лейтенант          | 05.11.1913 — 20.09.1944                    | [ БС 30 ] [ ГС 111 ] [ НЛ 102 ] |
| 226   | Ка́рлов Валентин Андреевич                                                                        | 27.06.1945            | авиация      | штурман эскадрильи 129-го гвардейского истребительного авиационного полка 22-й гвардейской истребительной авиационной дивизии 2-й воздушной армии 1-го Украинского фронта | гвардии старший лейтенант          | 29.12.1923 — 12.12.1976                    | [ БС 31 ] [ ГС 112 ] [ НЛ 103 ] |
| 227   | Ка́рлов Фёдор Васильевич                                                                          | 17.05.1944            | пехота       | командир 163-й стрелковой дивизии 50-го стрелкового корпуса 40-й армии 2-го Украинского фронта | полковник                          | 27.12.1901 — 24.03.1986                    | [ БС 32 ] [ ГС 113 ] [ НЛ 104 ] |
| 228   | Карма́нов Афанасий Георгиевич                                                                     | 27.03.1942            | авиация      | командир эскадрильи 4-го истребительного авиационного полка 20-й смешанной авиационной дивизии 9-й армии Одесского военного округа | капитан                            | 18.01.1907 — 23.06.1941                    | [ БС 32 ] [ ГС 114 ] [ НЛ 105 ] |
| 229   | Кармано́вский Иван Прокопьевич                                                                    | 10.04.1945            | пехота       | автоматчик взвода разведки управления 53-й гвардейской танковой бригады 6-го гвардейского танкового корпуса 3-й гвардейской танковой армии 1-го Украинского фронта | гвардии красноармеец               | 11.04.1925 — 20.08.2001                    | [ БС 32 ] [ ГС 115 ] [ НЛ 106 ] |
| 230   | Карма́цкий Владимир Дмитриевич                                                                    | 15.01.1944            | пехота       | командир роты 10-го гвардейского стрелкового полка 6-й гвардейской стрелковой дивизии 13-й армии Центрального фронта | гвардии лейтенант                  | 05.01.1924 — 08.03.2008                    | [ БС 32 ] [ ГС 116 ] [ НЛ 107 ] |

| Навигационная таблица | Навигационная таблица                |
| --------------------- | ------------------------------------ |
| «К»                   | Кабак Николай — Калинин Николай      |
| «К»                   | Калинин Степан — Кармацкий Владимир  |
| «К»                   | Кармацкий Тимофей — Кживонь Анеля    |
| «К»                   | Киба Григорий — Клевцов Сергей       |
| «К»                   | Клейбус Фёдор — Коваленко Сергей     |
| «К»                   | Коваленко Юрий — Колдубов Михаил     |
| «К»                   | Колдунов Александр — Компанеец Фёдор |
| «К»                   | Компаниец Алексей — Копытин Михаил   |
| «К»                   | Копытов Михаил — Корчагин Лев        |
| «К»                   | Корчак Иосиф — Котов Николай         |
| «К»                   | Котов Сергей — Краснов Анатолий      |
| «К»                   | Краснов Виктор — Крюков Василий      |
| «К»                   | Крюков Владимир — Кузнецов Николай   |
| «К»                   | Кузнецов Павел — Кунавин Григорий    |
| «К»                   | Кунгурцев Евгений — Кянжин Пантелей  |